# Федерація велосипедного спорту України
Федерація велосипедного спорту України (ФВСУ) — всеукраїнська громадська організація спортивної спрямованості, яка об'єднує спортсменів, тренерів, суддів, інших фахівців для сприяння розвитку видів велоспорту в Україні та захисту спільних законних інтересів своїх членів. Федерація діє на засадах добровільності, спільності інтересів, рівноправності її учасників, самоврядування, законності та гласності.

## Діяльність
Федерація серед іншого:
- розробляє і затверджує календарний план спортивних змагань Федерації
- організовує навчально-тренувальні збори, змагання та інші заходи в Україні і за її межами
- затверджує за полагодженням з Держкомспортом правила змагань та здійснює контроль за їх дотриманням
- забезпечує соціальний захист членів Федерації, надає допомогу ветеранам спорту

Основою Федерації є осередки, які створюються за територіальною ознакою. Вищим керівним органом Федерації є Конференція її делегатів, яка скликається один раз на рік.

## Виноски
1. ↑  Нормативні документи. Федерація велосипедного спорту України (укр.). Процитовано 7 липня 2023.